# 金鳳鳥屬
金鳳鳥屬（學名：Jinfengopteryx）是手盜龍類恐龍的一屬，身長約55厘米。屬名是以中國神話中的金鳳凰來命名。
化石是發現於中國河北省的花吉营組（Huajiying Formation）的橋頭段，地層年代不詳。在地質上，花吉营組是在下白堊紀的義縣組之下，所以被認為是屬於下白堊紀或侏羅紀晚期。近年研究發現橋頭段的地質年代，可能接近於更著名的義縣組，約1億2200萬年前，相當於白堊紀早期。

## 敘述

人類與金鳳鳥的比例。

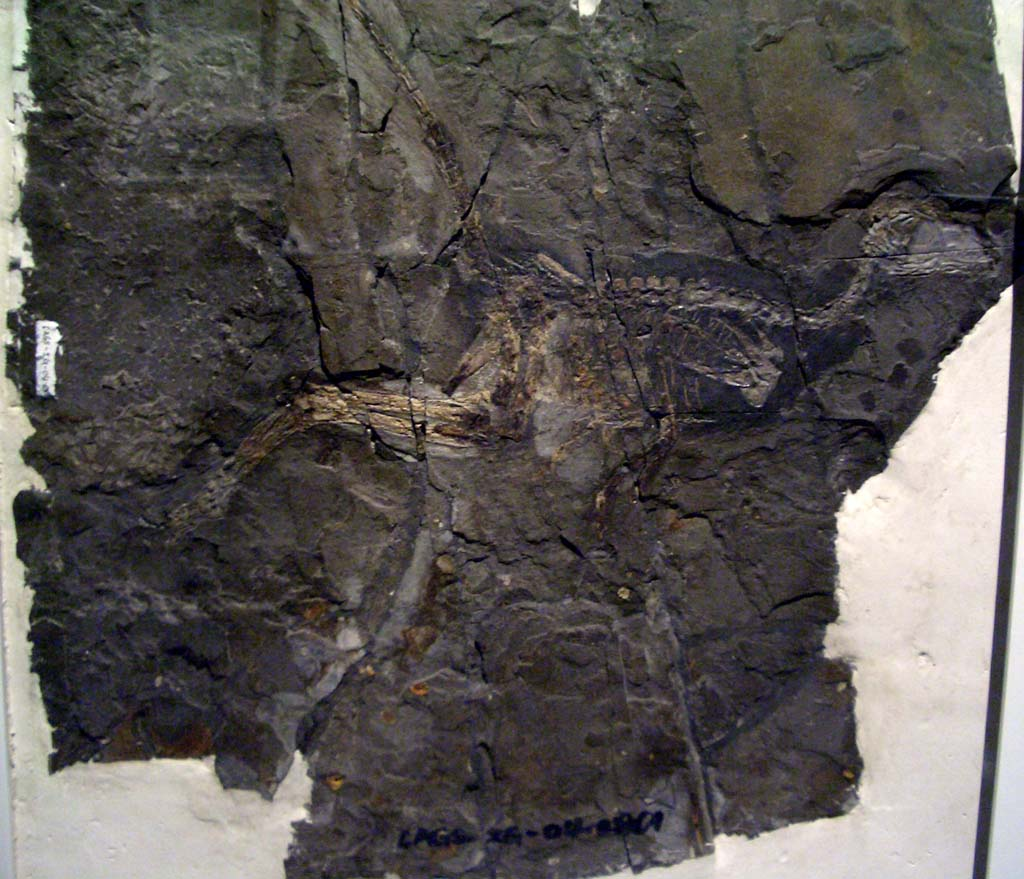
華美金鳳鳥的骨骼 - 香港科學館

金鳳鳥只有一個標本（編號CAGS-IG-04-0801），是一個接近完整及關節相連的骨骼，且有羽毛輪廓。金鳳鳥仍保存了大量的正羽輪廓，但卻缺乏如小盜龍及足羽龍在後肢的飛羽。化石也保存了幾個小型、呈紅黃色的蛋形結構，這些物體被推測是蛋，或是牠所吃的種子的遺跡。

## 分類
研究人員原本將金鳳鳥歸類於最原始的鳥翼類物種，屬於始祖鳥科。2007年，在沒有種系發生學分析的研究下，研究人員比較金鳳鳥與始祖鳥仍認定牠是屬於始祖鳥科。但是路易斯·恰佩（Luis Chiappe）指出金鳳鳥有些地方似乎與傷齒龍科相同，例如短的第二趾上有特大的趾爪，故很多科學家認為金鳳鳥是屬於傷齒龍科。徐星及馬克·諾瑞爾（Mark Norell）根據牠的身體形狀及牙齒特徵，也提出金鳳鳥可能是屬於傷齒龍科。在2007年，愛倫·特納（Alan H. Turner）與其同事對於傷齒龍科、馳龍科、以及早期鳥類的研究，發現金鳳鳥屬於傷齒龍科，而且牠們是第一個發現羽毛痕跡的傷齒龍科標本。

## 外部連結
- 有關金鳳鳥的討論 （页面存档备份，存于）
- 金鳳鳥的骨骼重組 （页面存档备份，存于）